# Старокочкильдино
Старокочкильдино (баш. Иҫке Күскилде) — деревня в Урмиязовском сельсовете Аскинского  района Республики Башкортостан России.

## Население
| 2002 | 2009 | 2010 |
| ---- | ---- | ---- |
| 373  | ↘292 | ↘274 |

## Географическое положение
Расположено на реке Тюй вблизи северной границы республики, в 25 км от райцентра Аскино. К селу примыкают сёла Урмиязы (центр сельсовета) и Новокочкильдино. Ближайшая ж.-д. станция находится в 60 км от села в Щучьем Озере.

## Религия
В деревне есть мечеть.